# Liste der größten Medizintechnikunternehmen
Die Liste der größten Medizintechnikunternehmen enthält die umsatzstärksten Medizintechnikunternehmen der Welt. Durch Fusion von Sorin mit Cyberonics sowie Wright Medical mit Tornier nach dem Erstellungsdatum der Liste enthält sie zwei Einträge weniger. Nicht berücksichtigt wurden die Zusammenschlüsse von Sirona und Dentsply sowie die Übernahmen von HeartWare durch Medtronic und Hill-Rom durch Baxter.
| Rang | Land                            | Unternehmen                           | Umsatz in Mio. $ |
| ---- | ------------------------------- | ------------------------------------- | ---------------- |
| 1    | Vereinigte Staaten              | Johnson & Johnson                     | 25.836,0         |
| 2    | Irland                          | Medtronic                             | 23.127,0         |
| 3    | Vereinigte Staaten              | General Electric                      | 18.030,0         |
| 4    | Deutschland                     | Fresenius Medical Care                | 16.982,3         |
| 5    | Vereinigte Staaten              | Baxter International                  | 16.326,0         |
| 6    | Deutschland                     | Siemens Healthcare                    | 14.600,4         |
| 7    | Vereinigte Staaten              | Cardinal Health                       | 11.395,0         |
| 8    | Schweiz                         | Novartis (Alcon)                      | 10.485,0         |
| 9    | Niederlande                     | Philips                               | 10.402,5         |
| 10   | Vereinigte Staaten              | Stryker Corporation                   | 9.818,0          |
| 11   | Vereinigte Staaten              | Becton Dickinson                      | 9.410,0          |
| 12   | Vereinigte Staaten              | Boston Scientific                     | 7.272,0          |
| 13   | Frankreich                      | Essilor                               | 7.015,3          |
| 14   | Deutschland                     | B. Braun Melsungen                    | 6.471,0          |
| 15   | Vereinigte Staaten              | St. Jude Medical                      | 5.566,0          |
| 16   | Vereinigte Staaten              | 3M                                    | 5.475,0          |
| 17   | Vereinigte Staaten              | Abbott Laboratories                   | 5.223,5          |
| 18   | Japan                           | Olympus                               | 4.811,5          |
| 19   | Vereinigtes Königreich          | Smith & Nephew                        | 4.669,0          |
| 20   | Vereinigte Staaten              | Zimmer Biomet Holdings                | 4.630,9          |
| 21   | Japan                           | Terumo                                | 4.114,6          |
| 22   | Japan                           | Toshiba                               | 3.509,9          |
| 23   | Schweden                        | Getinge AB                            | 3.432,3          |
| 24   | Vereinigte Staaten              | Varian Medical Systems                | 3.093,4          |
| 25   | Vereinigte Staaten              | Dentsply International                | 2.781,6          |
| 26   | Deutschland                     | Bayer AG                              | 2.672,5          |
| 27   | Vereinigte Staaten              | Hologic                               | 2.640,9          |
| 28   | Vereinigte Staaten              | Danaher Corporation                   | 2.505,3          |
| 29   | Vereinigte Staaten              | Edwards Lifesciences                  | 2.432,5          |
| 30   | Vereinigte Staaten              | Intuitive Surgical                    | 2.257,3          |
| 31   | Deutschland                     | Paul Hartmann AG                      | 2.129,3          |
| 32   | Schweiz                         | Sonova                                | 2.097,0          |
| 33   | Japan                           | Nipro                                 | 2.069,1          |
| 34   | Dänemark                        | Coloplast                             | 2.016,2          |
| 35   | Vereinigte Staaten              | Hill-Rom                              | 1.894,1          |
| 36   | Vereinigtes Königreich          | STERIS                                | 1.869,6          |
| 37   | Vereinigte Staaten              | The Cooper Companies                  | 1.809,5          |
| 38   | Vereinigte Staaten              | Teleflex                              | 1.801,6          |
| 39   | Deutschland                     | Drägerwerk                            | 1.793,2          |
| 40   | Vereinigte Staaten              | ResMed                                | 1.678,9          |
| 41   | Deutschland                     | Karl Storz Endoskope                  | 1.648,5          |
| 42   | Australien                      | Ansell                                | 1.645,1          |
| 43   | Vereinigte Staaten              | Halyard Health                        | 1.626,4          |
| 44   | Dänemark                        | William Demant Holding                | 1.470,9          |
| 45   | Volksrepublik China             | Mindray Medical International         | 1.330,9          |
| 46   | Japan                           | Nihon Kohden                          | 1.328,8          |
| 47   | Schweden                        | Elekta                                | 1.307,1          |
| 48   | Belgien                         | Agfa-Gevaert                          | 1.257,0          |
| 49   | Vereinigte Staaten              | Invacare                              | 1.214,0          |
| 50   | Japan                           | Hitachi Medical Corporation           | 1.170,4          |
| 51   | Dänemark                        | GN Store Nord                         | 1.161,0          |
| 52   | Österreich                      | Sirona Dental Systems                 | 1.146,4          |
| 53   | Volksrepublik China             | SHINVA                                | 1.128,9          |
| 54   | Deutschland                     | Carl Zeiss Meditec                    | 1.096,3          |
| 55   | Italien                         | Amplifon                              | 1.085,8          |
| 56   | Vereinigte Staaten              | Integra LifeSciences                  | 959,6            |
| 57   | Italien/ Vereinigtes Königreich | LivaNova (Sorin Group und Cyberonics) | 931,3            |
| 58   | Japan                           | Fukuda Denshi                         | 904,4            |
| 59   | Vereinigte Staaten              | Haemonetics                           | 899,3            |
| 60   | Schweiz                         | Straumann Holding                     | 800,6            |
| 61   | Vereinigte Staaten              | Align Technology                      | 795,8            |
| 62   | Vereinigte Staaten              | NuVasive                              | 789,5            |
| 63   | Japan                           | Kawanishi Holdings                    | 772,8            |
| 64   | Vereinigte Staaten              | ConMed                                | 723,3            |
| 65   | Australien                      | Cochlear                              | 712,4            |
| 66   | Vereinigte Staaten              | Integer Holdings (Greatbatch)         | 677,6            |
| 67   | Japan                           | Hoya                                  | 673,4            |
| 68   | Niederlande/ Vereinigte Staaten | Wright Medical Group (mit Tornier)    | 650,0            |
| 69   | Japan                           | Paramount Bed                         | 610,8            |
| 70   | Vereinigte Staaten              | Masimo                                | 609,2            |
| 71   | Vereinigte Staaten              | Cantel Medical                        | 560,6            |
| 72   | Japan                           | Menicon                               | 526,1            |
| 73   | Vereinigte Staaten              | Merit Medical Systems                 | 525,7            |
| 74   | Vereinigte Staaten              | Globus Medical                        | 504,7            |
| 75   | Neuseeland                      | Fisher & Paykel Healthcare            | 503,8            |
| 76   | Island                          | Össur                                 | 497,0            |
| 77   | Vereinigte Staaten              | Thoratec                              | 483,8            |
| 78   | Vereinigte Staaten              | Analogic                              | 458,8            |
| 79   | Japan                           | Nikkisō                               | 452,9            |
| 80   | Vereinigte Staaten              | Orthofix                              | 392,0            |
| 81   | Vereinigte Staaten              | Accuray                               | 379,8            |
| 82   | Vereinigte Staaten              | Natus Medical                         | 365,2            |
| 83   | Volksrepublik China             | MicroPort Scientific                  | 362,7            |
| 84   | Volksrepublik China             | Lepu Medical Technology               | 356,2            |
| 85   | Vereinigte Staaten              | AngioDynamics                         | 352,8            |
| 86   | Vereinigte Staaten              | ICU Medical                           | 320,7            |
| 87   | Vereinigte Staaten              | Dexcom                                | 319,3            |
| 88   | Vereinigte Staaten              | Cynosure                              | 316,4            |
| 89   | Schweiz                         | Ypsomed Holding                       | 316,0            |
| 90   | Vereinigte Staaten              | Nxstage Medical                       | 315,0            |
| 91   | Vereinigte Staaten              | Lantheus Holdings                     | 300,8            |
| 92   | Volksrepublik China             | Yuwell                                | 296,4            |
| 93   | Singapur                        | Biosensors International              | 295,2            |
| 94   | Israel                          | Lumenis                               | 292,4            |
| 95   | Vereinigte Staaten              | HeartWare International               | 285,4            |
| 96   | Vereinigte Staaten              | Insulet                               | 284,3            |
| 97   | Vereinigte Staaten              | RTI Surgical                          | 275,7            |
| 98   | Israel                          | Syneron Medical                       | 271,2            |
| 99   | Dänemark                        | Ambu                                  | 268,0            |
| 100  | Kanada                          | Centric Health Corp.                  | 263,5            |